# 吕伟红
吕伟红（1965年9月—），女，汉族，山东栖霞人，中华人民共和国政治人物。曾任海关总署政治部副主任、人事教育司司长、副署长，现任中华人民共和国海关总署政治部主任、党委委员。